# Ellinah Wamukoya
Ellinah Ntombi Wamukoya (1951 – 19 gennaio 2021) è stata una vescova anglicana swazilandese.

## Biografia
Fu la prima donna eletta vescovo della Chiesa anglicana dell'Africa meridionale (ACSA -Anglican Church of Southern Africa) e di tutto il continente africano, svolgendo il ministero nella diocesi anglicana di Swaziland.
Fu il 24º vescovo donna della Comunione anglicana. Le Chiese membri che hanno designato o eletto donne vescovo sono le Chiese di Nuova Zelanda e Polinesia, Australia, Canada, Cuba e la Chiesa Episcopale. Nel 2008 era stata eletta la Rev. Joaquina Nhanala quale vescovo del Mozambico nella Chiesa metodista.
Studiò nelle Università di Botswana, Lesotho e Swaziland.
Eletta dall'Assemblea di Mbabane (Swaziland) il 18 luglio 2012, fu  consacrata il 17 novembre 2012.
Ellinah Wamukoya è morta nel gennaio del 2021, per complicazioni da Covid-19.